# 페로즈 칸
페로즈 칸(Feroz Khan, 1939년 9월 25일 ~ 2009년 4월 27일)은 인도의 배우이다.

## 출연 작품
- 웰컴 (2007)
- 암흑가의 그림자 (1980)
- 타잔 - 조크 마호니 편 1 (1962)